# Orio Litta
Orio Litta ist eine italienische Gemeinde mit 2034 Einwohnern (Stand 31. Dezember 2023) in der Provinz Lodi in der Region Lombardei.

## Ortsteile
Im Gemeindegebiet liegt neben dem Hauptort der Wohnplatz Cascina Cantarana (Lage).